# Antonia Arjona Luque
Antonia Arjona Luque (La Carlota (Sevilla), 1930-) és una feminista i emprenedora d'origen andalús, però el seu focus d'actuació va ser Tarragona, on va ser una gran emprenedora.
Va néixer l'any 1930 en una família nombrosa a La Carlota, un poble entre Sevilla i Còrdova. No va anar a l'escola. Als 8 anys ja feinejava al camp. Va anar a servir a Antequera fins que es va casar i va marxar cap a Catalunya. Al principi dels anys seixanta es va instal·lar al barri de Bonavista de Tarragona i va continuar treballant en feines de neteja i, esporàdicament, cosint a casa. Té dues filles i un fill. Quan es van construir la casa a Bonavista, tot era camp i el veïnat hi arribava progressivament.
Ella va ser una de les ànimes de les xarxes de dones que es van teixir al barri i que van contribuir, decisivament, a impulsar les mobilitzacions i l'organització veïnal. Als anys setanta es va legalitzar l'Associació de Veïns i veïnes –pionera a Tarragona– i van aconseguir fites com el clavegueram, l'aigua, l'enllumenat, un metge de la Seguretat Social i, uns anys més tard, un ambulatori. Conjuntament amb la seva cunyada i altres dones, van fixar l'objectiu d'aconseguir una escola. Van cercar- ne la millor ubicació, van mobilitzar el veïnat, van negociar amb càrrecs polítics a Barcelona i a Tarragona
i van organitzar assemblees i manifestacions.
Van ser anys d'una vigilància policial molt intensa. El ressò d'aquesta lluita i de la vaga d'autobusos que va fer el veïnat l'any 1974, a causa de la pujada de preu del bitllet, es va estendre per tot Tarragona.
Les mares van continuar les mobilitzacions per l'educació de filles i fills i van crear l'AMPA de l'escola, on ella va ser un referent. Amb la col·laboració del Bloc Feminista de Tarragona, va contribuir a organitzar classes per a dones, que van ser l'embrió de l'escola per a persones adultes. Sempre pendent de tenir cura de l'espai de vida, avui no només explica que les pudors de la petroquímica són un perill, sinó que parla de la manca de flors, i de les llambordes trencades que no es canvien, tot mostrant que és la capacitat femenina de personalitzar els espais aquella que guia el transitar de les dones per la ciutat.